# Різдвяна історія (фільм, 1984)
«Різдвяна історія» (англ. A Christmas Carol) — фільм, знятий у 1984 році, режисером Клайвом Донером. Сюжет фільму взято з розповіді Чарлза Діккенса «Різдвяна історія».

## Сюжет
Ебенезер Скрудж — скнара, якого хвилюють лише гроші. У нього немає друзів, він відмовився навіть від єдиного родича — племінника Фреда, і до всіх ставиться з презирством. Він терпіти не може Різдво, вважаючи цю пору марною тратою грошей і часу, і дуже неохоче дає своєму клерку Бобу Кретчіти вільний день на свято. Але у святвечір до нього приходить привид старого померлого компаньйона Джейкоба Марлі, який заклинає його змінити своє життя. Марлі попереджає про прихід трьох Духів, які й покажуть старому упертюху Скруджу його життя і життя оточуючих людей в правдивому світлі. Уроки Духів не проходять даром.

## В ролях
| Актор           | Роль                                                 |
| --------------- | ---------------------------------------------------- |
| Джордж К. Скотт | Ебенезер Скрудж                                      |
| Марк Стріксон   | молодий Ебенезер Скрудж                              |
| Френк Фінлей    | привид Марлі                                         |
| Анджела Плезенс | дух Різдва минулого                                  |
| Едвард Вудворд  | дух Різдва теперішнього                              |
| Майкл Картер    | дух Різдва майбутнього                               |
| Девід Ворнер    | Боб Кретчіт                                          |
| Сюзанна Йорк    | місіс Кретчіт                                        |
| Роджер Ріс      | Фред Голлівел / оповідач                             |
| Джоанн Воллі    | Фан Скрудж-Голлівелл, сестра Ебенезера та мати Фреда |
| Майкл Гоф       | містер Пул                                           |